# Eva Pawlowna Levina-Rosenholz

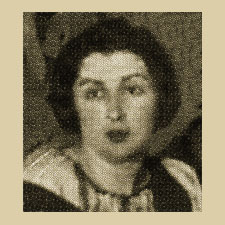
Eva Pawlowna Levina-Rosenholz (etwa 1928)

Eva Pawlowna Rosenholz, verheiratet Levina-Rosenholz, auch Rosenholz-Levina, (russisch Ева Павловна Розенгольц, Левина-Розенгольц, Розенгольц-Левина; * 29. Maijul. / 10. Juni 1898greg. in Witebsk; † 18. August 1975 in Moskau) war eine russische Malerin und Grafikerin.

## Leben
Rosenholz, Tochter des jüdischen Kaufmanns Pawel (Faiwel) Nachimowitsch Rosenholz und seiner Frau Ziwja Abramowna geborene Frumson, besuchte das Alexander-Gymnasium in Witebsk mit Abschluss 1914.  Im Ersten Weltkrieg war sie Barmherzige Schwester in einem Lazarett. 1917 erhielt sie von der Universität Tomsk das Zahnarzt-Diplom. 1917–1918 lebte sie in Moskau und nahm privaten Zeichnen- und Bildhauerei-Unterricht  bei Stepan Dmitrijewitsch Ersja. Nach der Oktoberrevolution kehrte sie 1919 im beginnenden Russischen Bürgerkrieg nach Witebsk zurück.
1920 kam Rosenholz wieder nach Moskau und setzte ihre künstlerische Ausbildung in Anna Semjonowna Golubkinas Atelier fort. Gleichzeitig begann sie das Studium in den Höheren Künstlerisch-Technischen Werkstätten in der Werkstatt Robert Rafailowitsch Falks, das sie 1925 mit dem Titel Künstlerin und dem Anrecht auf eine Auslandsreise abschloss. 1923–1931 war sie mit dem Schriftsteller Boris Michailowitsch Levin (1899–1940) aus Witebsk verheiratet.
Rosenholz stellte ihre Arbeiten auf der Ausstellung der Gesellschaft der Moskauer Maler und auf der belarussischen Kunstausstellung in Minsk aus. 1926 reiste sie nach Frankreich und England. 1927–1928 beteiligte sie sich an den Ausstellungen der Nachrichtenagentur ROSTA und der Vereinigung der Kunstaktivisten in Moskau. 1929 begann sie das Studium in den Höheren Pädagogik-Kursen am Höheren Künstlerisch-Technischen Institut in Moskau. Ab 1932 arbeitete sie als Künstlerin für Stoffmalerei in der Dorogomilowo-Fabrik. 1934 wurde sie Senior-Beraterin für Textilgestaltung beim Volkskommissariat für Leichtmaschinenbau in Moskau. Ihr Arbeitsschwerpunkt war die Pastellmalerei. 1937 beteiligte sie sich an der Innengestaltung des sowjetischen Pavillons auf der Weltfachausstellung Paris 1937. Zu Beginn des Deutsch-Sowjetischen Kriegs wurde sie nach Tschistopol evakuiert. 1942 kehrte sie nach Moskau zurück.
Im August 1949 wurde Rosenholz im Rahmen der Kampagne gegen die Wurzellosen Kosmopoliten verhaftet und vom Ministerium für Staatssicherheit der UdSSR zu 10 Jahren Verbannung in der Region Krasnojarsk verurteilt. Dort war sie Holzfällerin, Malerin, Beschrifterin von Lastkähnen und Krankenschwester. 1954–1956 arbeitete sie in Karaganda als Bühnenbildnerin im Kasachischen Dramaturgischen Theater.
1956 wurde Rosenholz rehabilitiert, worauf sie nach Moskau zurückkehrte. Sie beschäftigte sich nun ausschließlich mit Grafik, wobei sie Tuschzeichnungen mit Pinsel oder Feder, aber auch Pastellmalerei bevorzugte. Sie schuf eine Reihe von Bildzyklen. Die größte Sammlung ihrer Zeichnungen besitzt jetzt das Puschkin-Museum. Auch die Tretjakow-Galerie präsentiert ihre Werke ebenso wie viele russische und ausländische Privatsammlungen.
Rosenholz’ älterer Bruder war der Volkskommissar Arkadi Pawlowitsch Rosenholz. Ihre Cousine war die Dichterin Jelena Michailowna Schirmann.